# Школа за основно образовање одраслих „Браћа Стаменковић”
Школа за основно образовање одраслих „Браћа Стаменковић” је школа која се налази у градској општини Палилула, а основана је 1958. године.

## Историјат
Школа је основана 1958. године, а њене претече од 1952. биле су школе ШООО „Стари град” и ШООО „Палилула”. ШООО „Браћа Стаменковић”, као део НУ „Браћа Стаменковић”, основана је 1968. године, а интеграцијом са ШООО „Стари Град“ (раније) и ШООО „Палилиула“ 1979. године, школа је у једном тренутку достигла обим од 130 одељења са пунктовима и изван Београда. Најудаљенији пункт функционисао је у Фочи.
Због друштвених промена и распада СФРЈ дошло је до смањења броја ученика крајем 20. века. Школу похађају углавном одрасли основци, а она је током двехиљадедесетих година имала између 550 и 600 полазника.

## Галерија
- Школа за основно образовање одраслих „Браћа Стаменковић”
- Школа за основно образовање одраслих „Браћа Стаменковић”